# لورينا غيل
لورينا غيل (بالإنجليزية: Lorena Gale)‏ هي ممثلة أمريكية، ولدت في 9 مايو 1958 بمونتريال في كندا، وتوفيت في 21 يونيو 2009 بفانكوفر في كندا بسبب سرطان الحنجرة.

## أعمال

### أفلام
- (2003) العميل كودي بانكس[5]
- (2004) تأثير الفراشة[6]
- (2005) أربعة مذهلون
- (2005) طرد الأرواح من إيميلي روز[7]
- (2006) سليثر[8]
- (2007) أشياء فقدناها في الحريق[9]
- (2008) اليوم الذي تبقى فيه الأرض صامدة[10][11][12]

## وصلات خارجية
- لورينا غيل على موقع IMDb (الإنجليزية)
- لورينا غيل على موقع قاعدة بيانات الأفلام العربية
- لورينا غيل على موقع ألو سيني (الفرنسية)
- لورينا غيل على موقع أول موفي (الإنجليزية)
- لورينا غيل على موقع قاعدة بيانات الأفلام السويدية (السويدية)
- لورينا غيل على موقع إن إن دي بي (الإنجليزية)
- لورينا غيل على موقع قاعدة بيانات الفيلم (الإنجليزية)
- لورينا غيل على موقع كينوبويسك (الروسية)